# Péry-La Heutte
Péry-La Heutte es una comuna suiza del cantón de Berna, situada en el distrito administrativo del Jura bernés. Limita al norte con las comunas de Reconvilier y Valbirse, al noreste con Sorvilier y Romont, al sureste con Sauge, al sur con Orvin, al oeste con Sonceboz-Sombeval, y al noroeste con Tavannes.
La comuna es el resultado de la fusión de las antiguas comunas de Péry y La Heutte el 1 de enero de 2015.